# Кальман Тіхань
Кальман Тіхань (угор. Tihanyi Kálmán; 28 квітня 1897 — 26 лютого 1947) — угорський фізик і винахідник, один з піонерів електронного телебачення, який зробив внесок у розвиток та винайдення електронно-променевих приладів, які проводилися компаніями RCA, Loewe і Fernseh AG. Винахідник першого БПЛА, випущеного у Великій Британії.

## Біографія
Вивчав електротехніку і фізику в університетах Пошони (нині Братислава) та Будапешта. Винайшов систему електронного телебачення, яку назвав «радіоскопом»: заявку на патент, що містила 42 сторінки опису винаходу і принципів його виробництва, нині включено в програму ЮНЕСКО «Пам'ять світу». Винахід Тіханя був подібний до електронно-променевої трубки (зокрема в плані наявності приймача і передавача), але мав свої радикальні відмінності. Він був створений за принципом «зберігання»: підтримання фотоемісії від світлочутливого шару детекторної трубки призводило до накопичення зарядів і зберігання деякого зображення у вигляді електросигналів. Винахід був подібний до іконоскопа Володимира Зворикіна.
У 1928 році Європейське патентне відомство видало винахіднику патент «Поліпшення в будові телевізора». Тіхань, що подавав дві заявки на патент, розширив дію німецького патенту на Францію, Велику Британію, США та інші країни. У тому ж році він прибув до Берліна, де вже почався розвиток механічного телебачення з використанням диска Ніпкова: апарати вироблялися Німецькою поштою і більшими виробниками. Винахід Тіханя вітали компанії Telefunken і Siemens, які, проте, все ж вирішили продовжити розвивати механічне телебачення.
У 1929 році Тіхань почав розробляти прикладне телевізійне обладнання для військових: він створив камеру для керованого дистанційно літака в Лондоні на замовлення Міністерства авіації Великої Британії, а пізніше адаптував її для потреб ВМС Італії. У 1929 році він винайшов інфрачервону телекамеру (прилад нічного бачення) для потреб британської ППО. В 1938 та 1939 роках були підтверджені американські патенти на екран і електронно-променеві трубки, якими володіла RCA.
У 1936 році Тіхань описав принцип «плазмового телебачення» і плазмових телеекранів — фактично він передбачив появу телевізорів з плоским екраном. За описом Тіханя, у таких телевізорах була всього одна «передавальна точка», яка рухалася на величезній швидкості за клітинками, зібраними на тонкій панелі екрана. Залежно від напруги, що подається, вона рухалася б но різних рівнях екрану.
Дочка — Каталін Тіхань; в журналі «Technikatörténeti Szemle» вона стверджувала, що її батько також відкрив ефект фотопровідності, який і мався на увазі під «принципом зберігання».